# 城北街道 (日喀则市)
城北街道（藏語：གྲོང་བྱང་དོན་གཅོད་，威利转写：grong byang don gcod），是中华人民共和国西藏自治区日喀则市桑珠孜区下辖的一个乡镇级行政单位。2000年全国人口普查结果显示该地区有10694人居住。

## 行政区划
城北街道下辖以下地区：
江洛康沙社区、彭确社区、岗多社区、米日贵林社区和波姆庆社区。